# Francis D. Lyon
Francis D. Lyon (n. 29 iulie 1905, Dakota de Nord, SUA – d. 8 octombrie 1996, Green Valley⁠(d), Comitatul Pima, Arizona, SUA) a fost un regizor de film american.
Împreună cu Robert Parrish a primit Premiul Oscar pentru cel mai bun montaj pentru montajul filmului Body and Soul din 1947 (regizat de Robert Rossen).

## Filmografie

### Actor
- Opportunity (1918)
- Hypnotized (1932; nemenționat)

### Montaj
- A fost editor secund de film pentru 10 producții
- Editor de film: 19 filme începând cu  The Basketball Fix (1951)

### Regizor (filme artistice)
- Crazylegs (1953)
- The Bob Mathias Story (1954)
- Cult of the Cobra (Cultul cobrei, 1955)
- The Great Locomotive Chase (1956)
- Bailout at 43,000 (1957)
- The Oklahoman (1957)
- Gunsight Ridge (1957)
- Escort West (1958)
- South Seas Adventure (1958 - first segment)
- Tomboy and the Champ (1961)
- The Young and The Brave (1963)
- Destination Inner Space (1966)
- Castle of Evil (1966)
- The Money Jungle (1967)
- The Destructors (1968)
- The Girl Who Knew Too Much (1969)

### Regizor (seriale TV)
Lyon a regizat 42 de episoade pentru 17 seriale TV americane diferite în perioada 1952 - 1964, de asemenea a regizat primele 25 de episoade din primul an de producție al serialului Walt Disney The Adventures of Spin and Marty.

## Vezi și
- United Pictures Corporation